# Erik Robert Lindahl

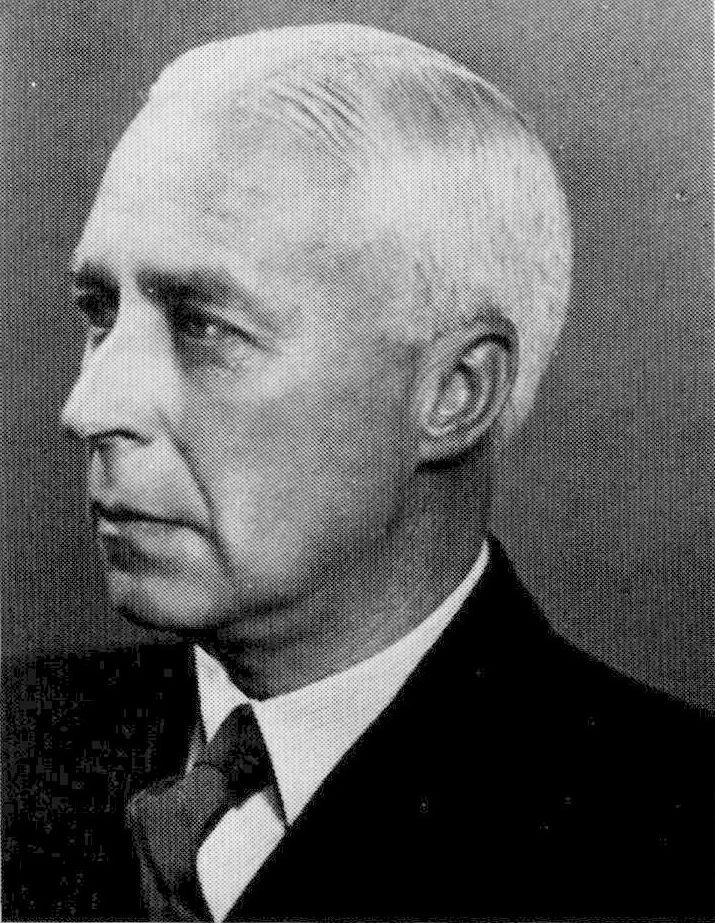
Erik Robert Lindahl

Erik Robert Lindahl (* 21. November 1891 in Stockholm; † 6. Januar 1960 in Uppsala) war ein schwedischer Nationalökonom und Mitglied der „Stockholmer Schule“.

## Leben
Zwischen 1942 und 1960 war er Professor an den Universitäten von Lund, Göteborg und Uppsala. 1957 wurde er zum korrespondierenden Mitglied der British Academy gewählt.

## Werk
Sein Hauptwerk sind die 1939 publizierten Studien zur Geld- und Kapitaltheorie. Seine heutige Bekanntheit verdankt er aber vor allem einem früheren Werk, seiner Dissertation Die Gerechtigkeit der Besteuerung von 1919:
Darin schlug Lindahl ein Verfahren zur Finanzierung öffentlicher Güter vor, welches einer Marktlösung sehr ähnelt. Die mit Hilfe dieses Verfahrens ermittelten Preise für die einzelnen Konsumenten werden Lindahl-Preise genannt (siehe auch benefit pricing).

## Veröffentlichungen (Auswahl)
- 1919 Die Gerechtigkeit der Besteuerung
- 1929 The Place of Capital in the Theory of Price in: Ekonomisk Tidskrift.
- 1930 Methods of Monetary Policy
- 1933 The Concept of Income in: Essays in Honor of Gustav Cassel.
- 1934 A Note on the Dynamic Pricing Problem
- 1935 The Problem of Balancing the Budget in: Ekon Tidsk.
- 1939 Studies in the Theory of Money and Capital
- 1942 Metodfragor inom den dynamiska teorien in: Ekon Tidsk.
- 1943 Sweden's Monetary Policy and Tax Policy After the Warin: Ekon Tidsk.
- 1948 Some Aspects of the Inflation Problem in: Nationalok Tidsk.
- 1954 On Keynes's Economic System in: Economic Record.
- 1957 Basic Concept of National Accounting in: IER.